# Can Clavell (l'Esquirol)
Can Clavell és una obra de l'Esquirol (Osona) protegida com a Bé Cultural d'Interès Local.

## Descripció
És un adifici civil, un antic molí que consta de tres construccions:
a) El molí al llit de la riera de les gorgues, és de planta rectangular i consta de planta baixa, primer pis i golfes, a la part baixa hi ha la sortida de l'aigua de les turbines. A llevant presenta un portal d'arc rebaixat. És construït amb pedra sense picar als murs de la part baixa i amb tàpia els superiors, les obertures són de pedra picada.
b) Cobert de pedra construït modernament.
c) Cos rectangular cobert a dues vessants, amb el carener paral·lel a la façana. El qual està orientat a ponent i presenta un portal d'arc rebaixat construït amb maó, a migdia hi ha un altre portal de pedra rectangular i amb un cos annex que ubicava l'antic forn de pa,
Antic molí que degué formar part del patrimoni del mas Campàs, mas que trobem registrat en el fogatge de la parròquia i terme de Corcó el 1553.
El molí però, es degué construir més tard per tal d'aprofitar l'energia de la riera de les gorgues, segons les dades que ens dona la mateixa construcció sabem: "FET EN MCXXX REHEDIFICATE 1815" (portal de llevant de la construcció (a). Mur de ponent de la construcció (c) duu la data de 1807.